# NGC 1362
NGC 1362 è una galassia lenticolare situata nella costellazione dell'Eridano, a una distanza di circa 53 milioni di anni luce dalla nostra Via Lattea.

## Scoperta
La galassia è stata scoperta il 17 dicembre 1799 dall'astronomo britannico di origine tedesca William Herschel.

## Gruppo di NGC 1370
NGC 1362 fa parte di un terzetto di galassie, il Gruppo di NGC 1370, che include anche NGC 1390.
Il Gruppo di NGC 1370 è incluso nel più vasto Ammasso di Eridano.